# Novopacký tunel
Novopacký tunel je železniční tunel na katastrálním území Heřmanice města Nová Paka na úseku regionální železniční trati 040  Chlumec nad Cidlinou – Trutnov mezi zastávkou Horní Nová Ves a stanicí Nová Paka v km 68,353–68,701.

## Historie
List povolení Františka Josefa I. ze dne 8. září roku 1868 udělil společnosti ÖNWB státní právo ke stavbě a užívání dráhy z železnice Kolínsko-Mladoboleslavské do Trutnova. Společnost se zavázala, že dráhu započne stavět v šesti měsících ode dne schválení s tím, že ji během čtyř let dokončí a uvede do provozu. Dráhu vlastnila a provozovala Rakouská severozápadní dráha od roku 1870 až do svého zestátnění 1. ledna roku 1908.
Novopacký tunel byl postaven v roce 1871 italskými dělníky, stavbu vedl Němec Jung. V roce 1949 byl opraven, nově odvodněn, prodloužen na obou stranách a nově postavené portály byly vybaveny záchytnými stupni.

## Popis
Jednokolejný tunel se nachází na železniční trať Chlumec nad Cidlinou – Trutnov v úseku mezi zastávkou Horní Nová Ves a stanicí Nová Paka. Byl proražen skalním hřebenem mezi vrchem Hrnčířův kopec (489 m n. m.) a kótou 495 (Na loučení). Nad tunelem leží obec Heřmanice. Tunel leží v nadmořské výšce 460 m a měří 347,95 m. Před jižním vjezdovým portálem je hluboký zářez v oblouku, který pokračuje i v části tunelu. Výjezd ze severního portálu je přímý. Z tohoto důvodu (i když je tunel „krátký“) není skrz něj vidět. V tunelu se mění sklon trati z 8 ‰ na 14 ‰. 
Hřeben, kterým tunel prochází, je rozvodím řek Cidliny a Jizery, takže jižní portál náleží do povodí řeky Cidliny a severní do povodí Jizery. 

### Data
- Délka tunelu: 347,95 m
- Šířka: u paty 4,3 m, pod klenutím 4,54 m
- Výška: 6,64 m

Při výstavbě tunelu bylo vylámáno 13 398 m³ kamene, v severním zářezu kolem 90 000 m³ a v jižním zářezu kolem 18 000 m³ kamene. Kámen vytěžený ze severního zářezu posloužil k zasypání rokle a vybudování plošiny pro novopacké nádraží.